# Берестова (притока Кальміусу)
Берестова́ — річка в Україні, впадає до Кальміусу (Старобешівське водосховище) (басейн Азовського моря). Довжина 24 км. Площа водозбірного басейну 195 км². Похил 3,5 м/км. Долина коритоподібна.
Живиться за рахунок атмосферних опадів. Льодостав нестійкий (з грудня до початку березня). Використовується на сільськогосподарські потреби.
Бере початок поблизу с. Доля. Тече територією Волноваського та Старобешівського районів Донецької області. Споруджено ставки.